# Chala Beyo

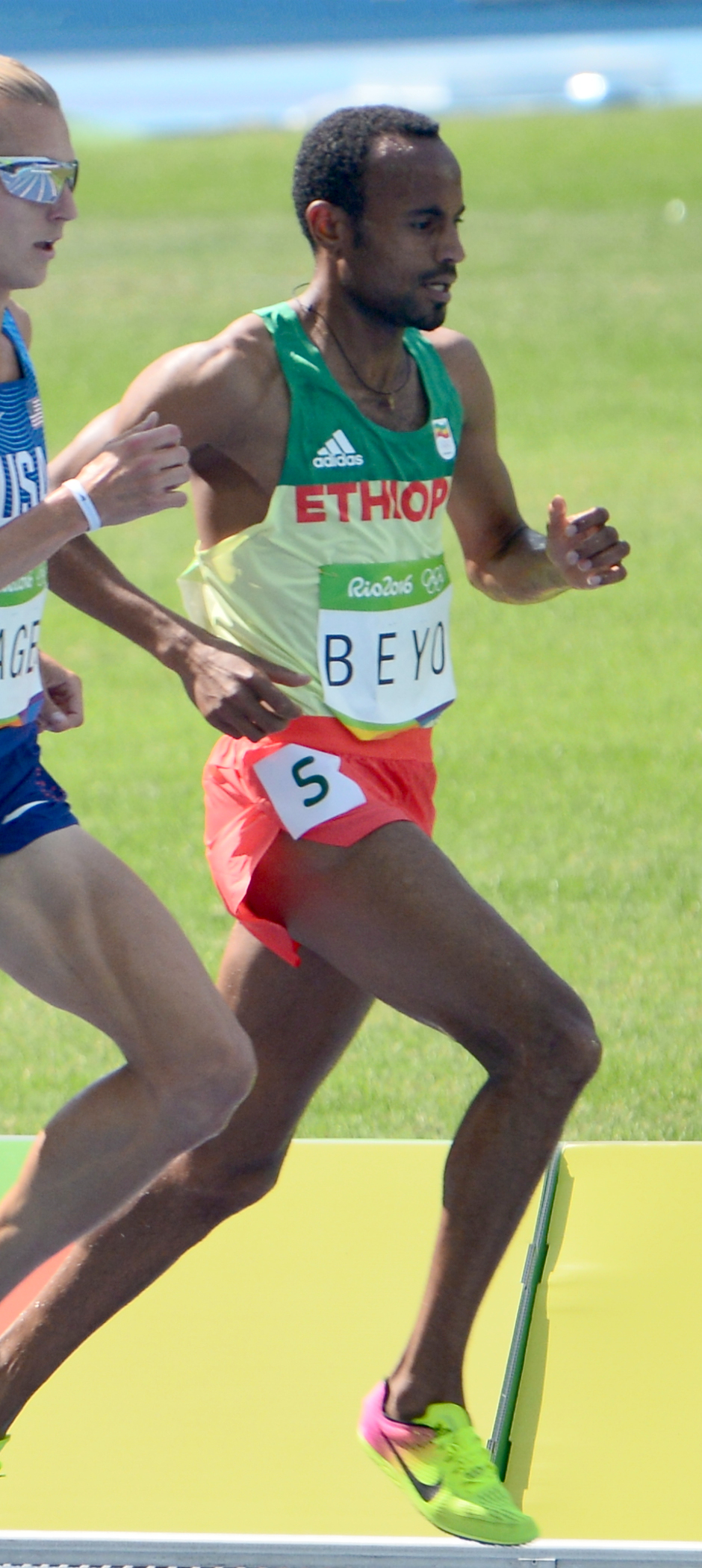
Chala Beyo

Chala Beyo (* 18. Januar 1996) ist ein äthiopischer Hindernisläufer.

## Kategorie
2014 wurde er im 3000-Meter-Hindernislauf jeweils Vierter bei den Leichtathletik-Afrikameisterschaften 2014 in der marokkanischen Großstadt Marrakesch und mit seiner persönlichen Bestzeit von 8:25,45 min beim Leichtathletik-Continentalcup 2004 ebenfalls in Marrakesch.
Bei den Afrikaspielen 2015 in Brazzaville wurde er Fünfter. Er startete bei den Leichtathletik-Afrikameisterschaften 2016 in der südafrikanischen Metropole Durban im 3000-Meter-Hindernislauf und siegte vor seinem Landsmann Tolosa Nurgi und dem Kenianer Abraham Kibiwot.